# Gerhard Wilck
Gerhard Wilck (Löbau (West-Pruisen), 17 juni 1898 - Rheinbreitbach, 5 april 1985) was een Duitse bevelhebber, die gedurende de Tweede Wereldoorlog, in oktober 1944 tijdens de Slag om Aken het bevel voerde over de omsingelde Duitse stad Aken.
Van 2 tot 21 oktober 1944 voerde Wilck het commando over zijn troepen vanuit het tijdelijke commandocentrum in het Kurhotel Quellenhof aan de Monheimsallee. Tegen het bevel van Hitler gaf hij zich op 21 oktober 1944 vlak na het middaguur over aan de bevelhebber van Amerikaanse leger. Hij had een taaie verdediging gevoerd, waarbij bij hevige straat- en huis tot huisgevechten in een kleine week tijd meerdere duizenden doden waren gevallen. Na de capitulatie begaf hij zich met de 3.473 overlevende Duitse soldaten in geallieerde krijgsgevangenschap.

## Militaire loopbaan
- Leutnant: 1916[1]
- Oberleutnant:
- Hauptmann:
- Major:
- Oberstleutnant: 1 juli 1940[1]
- Oberst: 1 april 1942[1]